# Inger Jacobsen

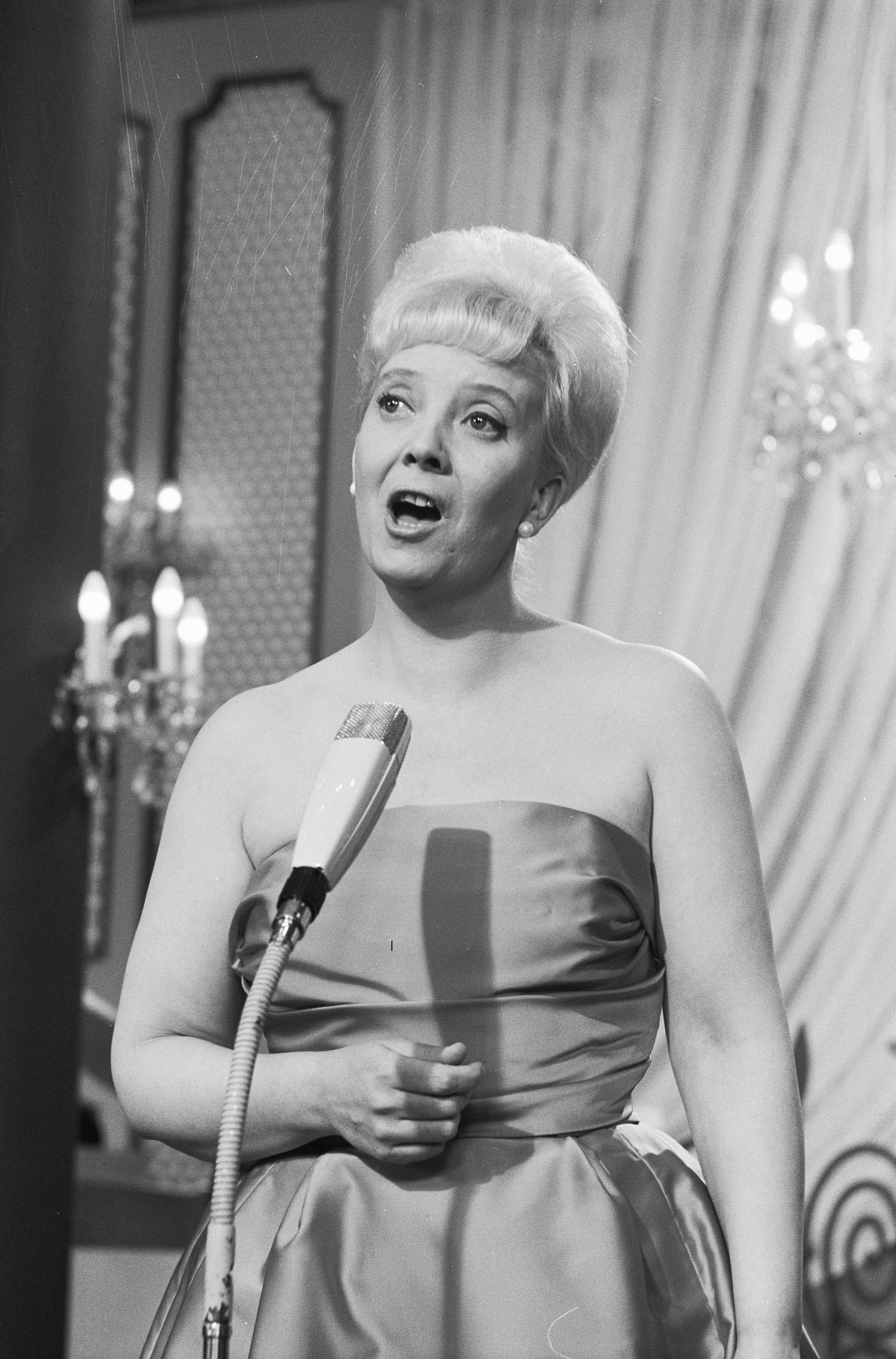
Imagem de Inger Jacobsen.

Inger Jacobsen (Oslo, 13 de outubro de 1923- Oslo, 21 de julho de 1996) foi uma cantora e atriz norueguesa, conhecida internacionalmente pela sua participação no  Festival Eurovisão da Canção 1962.

## Carreira
Jacobsen gravou os primeiros discos durante a  Segunda Guerra Mundial e tornou-se uma popular cantora e atriz no período pós-guerra, surgindo muitas vezes na televisão e rádio, e em filmes e outras produções, quase até á sua morte. A partir de 1976, foi membro da Riksteateret.  O seu disco mais popular é  " Frøken Johansen og jeg", que este no top norueguês, em 1960.

## Festival Eurovisão da Canção
Em 1962, Jacobsen venceu o Melodi Grand Prix e foi escolhida para representar o país no sétimo  Festival Eurovisão da Canção,   Festival Eurovisão da Canção 1962 com a canção "Kom sol, kom regn" ("Vem Sol, Vem chuva").  O festival teve lugar no Luxemburgo em 18 de março desse ano, onde "Kom sol, kom regn" terminou em 10.º lugar, tendo recebido 2 pontos, do júri francês.
Jacobsen fez mais duas tentativas no  Melodi Grand Prix;  em 1964, ela terminou em 4.º lugar com "Hvor" ("Onde") enquanto a sua canção de 1971 "India" terminlou em último lugar, entre 12 canções.

## Morte
Jacobsen ficou conhecida por ter uma vida privada resguardada do grande público, guardando detalhes da sua vida pessoal.Ela morreu de câncer/cancro em 21 de julho de 1996, com 72 anos.